# Раян Овенс
Раян Овенс (англ. Ryan Owens; нар. 29 вересня 1995) — британський велогонщик, срібний призер Олімпійських ігор 2020 року, багаторазовий призер чемпіонатів світу та Європи.

## Виступи на Олімпіадах
| Олімпіада  | Дисципліна       | Місце |
| ---------- | ---------------- | ----- |
| Токіо 2020 | командний спринт | 2     |